# 狩留賀濱站
狩留賀濱站（日语：／ Karugahama eki */?）是位於廣島縣吳市狩留賀町4番，屬於西日本旅客鐵道（JR西日本）的吳線車站。車站編號為JR-Y11。

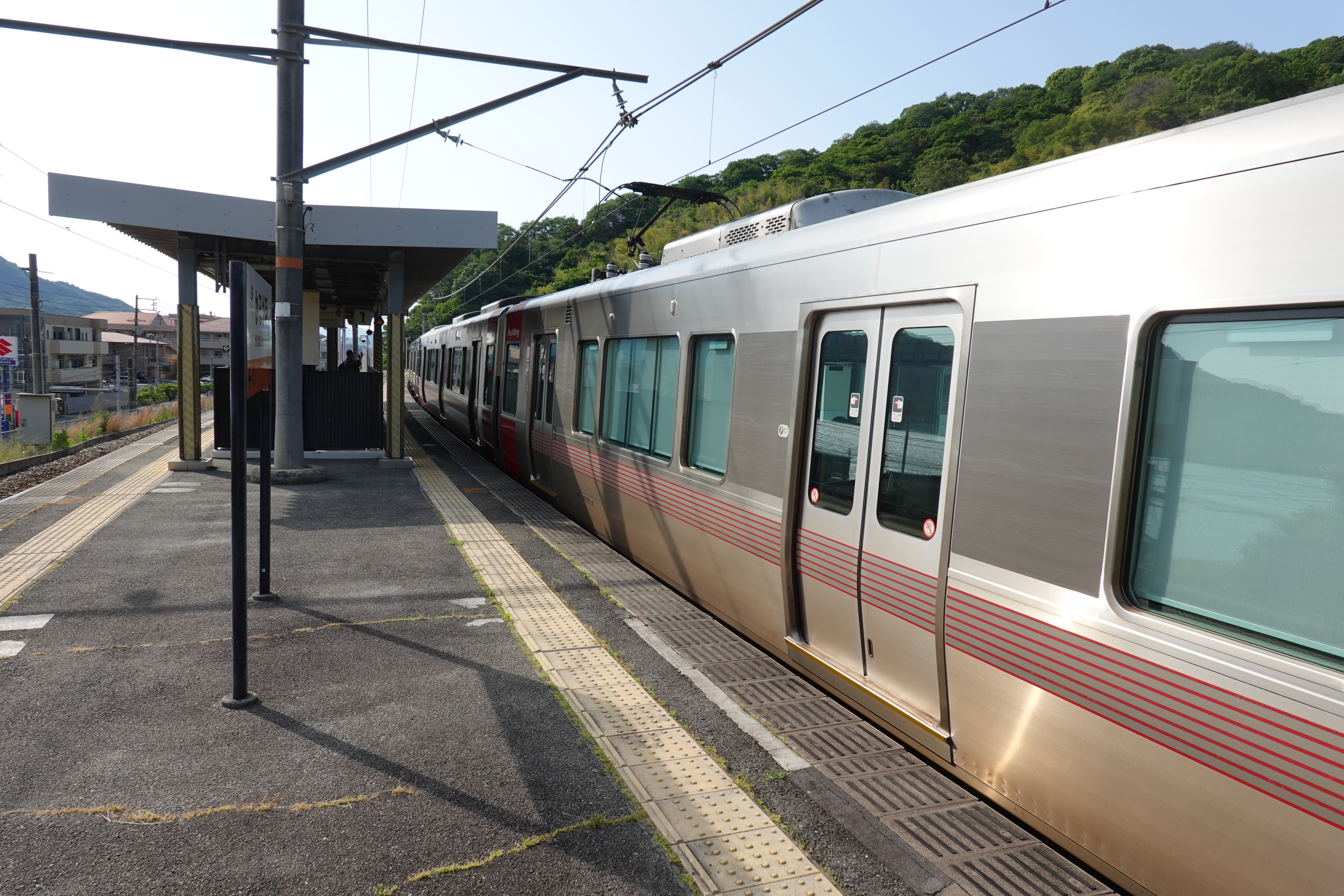
月台(2024年5月)

## 歷史
- 1921年（大正10年）3月15日 - 野間八郎向門司鐵道局局長（小平保藏）提出申請書，在夏季狩留賀海灘開放期間，列車臨時停站。
- 1927年（昭和2年）2月 - 對於「狩留賀仮/臨時停車場（舊狩留賀濱站）」設置一事向門司鐵道局請願。但是在同年4月12日被否決。
- 1928年（昭和3年）
  - 7月6日 - 狩留賀町（日语：狩留賀町）批准設置狩留賀濱臨時停車場。
  - 7月10日 - 野間八郎通過吳商工會議所向門司鐵道局申請開設狩留賀濱臨時停車場，當時申請條件是捐付4000日圓的設備費[注 1]。
  - 7月12日 - 在停車場開設當日下午2時舉行了祝賀會，在海灘內的大廣間邀請各界名士前來。
- 1952年（昭和27年） - 狩留賀臨時停車場重開。
- 1955年（昭和30年） - 拆毀狩留賀臨時停車場（舊狩留賀濱站）車站大樓。
- 1967年（昭和42年）8月1日 - 狩留賀臨時停車場廢止。
- 1987年（昭和62年）4月1日 - 伴隨國鐵分割民營化，車站由西日本旅客鐵道（JR西日本）營運。
- 1997年（平成9年）4月3日 - 與吳市締結建造新站的建設協議[2]。
- 1999年（平成11年）2月7日 - 現時的狩留賀濱站啟用（復活）[1]。
- 2003年（平成15年）10月1日 - 實施時間表修正，1班於2號月台避待的上行列車廢止[注 2]。
- 2006年（平成18年）3月18日 - 實施時間表修正，此站設有2架快速安藝路快車進行列車交會[注 3]。
- 2007年（平成19年）
  - 3月 - 隨著引入自動閘機，自動售票機進行更新。閘機遷移至車站入口樓梯位置。
  - 7月3日 - 車站內設置了可支援ICOCA的簡易IC卡閘機。
  - 7月4日 - 可支援ICOCA的簡易IC卡閘機開始使用。
  - 9月1日 - 此站開始可以使用IC卡「ICOCA」。
- 2018年（平成30年）
  - 7月6日 - 發生雨災使車站暫停營業。
  - 9月9日 - 廣站至坂站之間重開[注 4][4]。

## 車站構造
本站是坐落在路堤上的高架車站，設有1面2線的島式月台，可進行列車交會。在吳線內唯一設有一線通過結構的車站，當中1號月台為上下行本線，2號月台為上下行副本線。在1號月台吳側，2號月台廣島側設有安全側線。
此站是由吳站管理的無人車站。入口設有自動售票機，和簡易式自動閘機，該閘機是一座不會開關機的閘機。月台與車站出入口設有樓梯。廁所是位於閘口外，為男女共用濕廁。

### 月台
| 月台 | 路線 | 上下行 | 方向             | 備註           |
| ---- | ---- | ------ | ---------------- | -------------- |
| 1    | 吳線 | 上行   | 吳、竹原方向     |                |
| 1    | 吳線 | 下行   | 海田市、廣島方向 |                |
| 2    | 吳線 | 上行   | 吳、竹原方向     | 只限進行待避時 |
| 2    | 吳線 | 下行   | 海田市、廣島方向 | 列車交會時     |

- 1號月台是直線，於2號月台是靠近海邊。
- 原則上，兩方向的列車會使用1號月台。當進行列車交會時，吳方向的列車會使用1號月台，廣島方向的列車會使用2號月台[注 2]。
- 兩方向的通過列車使用1號月台時。反方向列車會使用2號月台進行待避[注 3]。

## 使用狀況
以下為1日平均乘車人次：
| 年度               | 1日平均 乘車人次 |
| ------------------ | ---------------- |
| 1999年（平成11年） | 164              |
| 2000年（平成12年） | 179              |
| 2001年（平成13年） | 180              |
| 2002年（平成14年） | 211              |
| 2003年（平成15年） | 209              |
| 2004年（平成16年） | 236              |
| 2005年（平成17年） | 258              |
| 2006年（平成18年） | 278              |
| 2007年（平成19年） | 290              |
| 2008年（平成20年） | 272              |
| 2009年（平成21年） | 278              |
| 2010年（平成22年） | 284              |
| 2011年（平成23年） | 299              |
| 2012年（平成24年） | 294              |
| 2013年（平成25年） | 299              |
| 2014年（平成26年） | 267              |
| 2015年（平成27年） | 258              |
| 2016年（平成28年） | 274              |
| 2017年（平成29年） | 256              |
| 2018年（平成30年） | 208              |

## 車站周邊
- 狩留賀海灘（2號月台側）
- 國道31號（2號月台側）
- 吳市立吉浦中學（1號月台側）
- 廣電巴士（日语：広電バス）「狩留賀」巴士站

## 相鄰車站
西日本旅客鐵道（JR西日本）
 吳線
■快速「通勤快車」、■快速「安藝路快車」
通過
■普通
吉浦（JR-Y12）－狩留賀濱（JR-Y11）－天應（JR-Y10）

## 注腳

## 外部連結
- 狩留賀濱｜車站資訊：JR出門網 - 西日本旅客鐵道（日語）